# Regency at Monroe
Regency at Monroe es un lugar designado por el censo ubicado en el condado de Middlesex en el estado estadounidense de Nueva Jersey. En el Censo de 2020 tenía una población de 2036 habitantes y una densidad poblacional de 1082,98 habitantes por km². Fue incluido como CDP en el censo de 2020.

## Geografía
Regency at Monroe se encuentra ubicado en las coordenadas 40°19′16″N 74°23′09″O / 40.32111, -74.38583. Según la Oficina del Censo de los Estados Unidos,  tiene una superficie total de 1,88 km², todos correspondientes a tierra firme.